# Zora lyriformis
Zora lyriformis är en spindelart som beskrevs av Song, Zhu och Gao 1993. Zora lyriformis ingår i släktet Zora och familjen taggfotsspindlar. Inga underarter finns listade i Catalogue of Life.